# J. Horace Round
John Horace Round, född den 22 februari 1854 i Brighton, död där den 24 juni 1928, var en engelsk historiker.
Round var i Oxford lärjunge till Stubbs och ägnade sig tidigt åt kritisk detaljforskning inom engelsk medeltidshistoria. Genom sin grundlighet och samvetsgrannhet blev han en auktoritet på detta område, i all synnerhet i genealogiska frågor, och han var många år rådgivande åt kronan i mål rörande peerage. Rounds undersökningar publicerades ofta först i arkeologiska eller historiska tidskrifter (särskilt i The Antiquary och English Historical Review). De betydelsefullaste samlade han i Feudal England (1895), The commune of London (1899), Studies in peerage and family history (1900) och Peerage and pedigree (1910). En sammanfattande skildring av anarkin i England under kung Stefans regering ger Round i Geoffrey de Mandeville (1892). Samma år väckte han stort uppseende genom ett skarpt och välgrundat angrepp (i Quarterly Review) på Freemans mindre grundliga metod, slutordet i polemiken härom sade Round i en uppsats, "Mr Freeman and the battle of Hastings", i "Feudal England". Mot otillförlitliga genealogier förde han  ett skoningslöst krig. Round utgav bland annat Ancient charters, royal and private, prior to 1200 (1888).